# Blodgettia bornetii
Blodgettia bornetii är en svampart som beskrevs av E.P. Wright 1881. Blodgettia bornetii ingår i släktet Blodgettia, divisionen sporsäcksvampar och riket svampar.   Inga underarter finns listade i Catalogue of Life.